# Contrôle de trafic centralisé

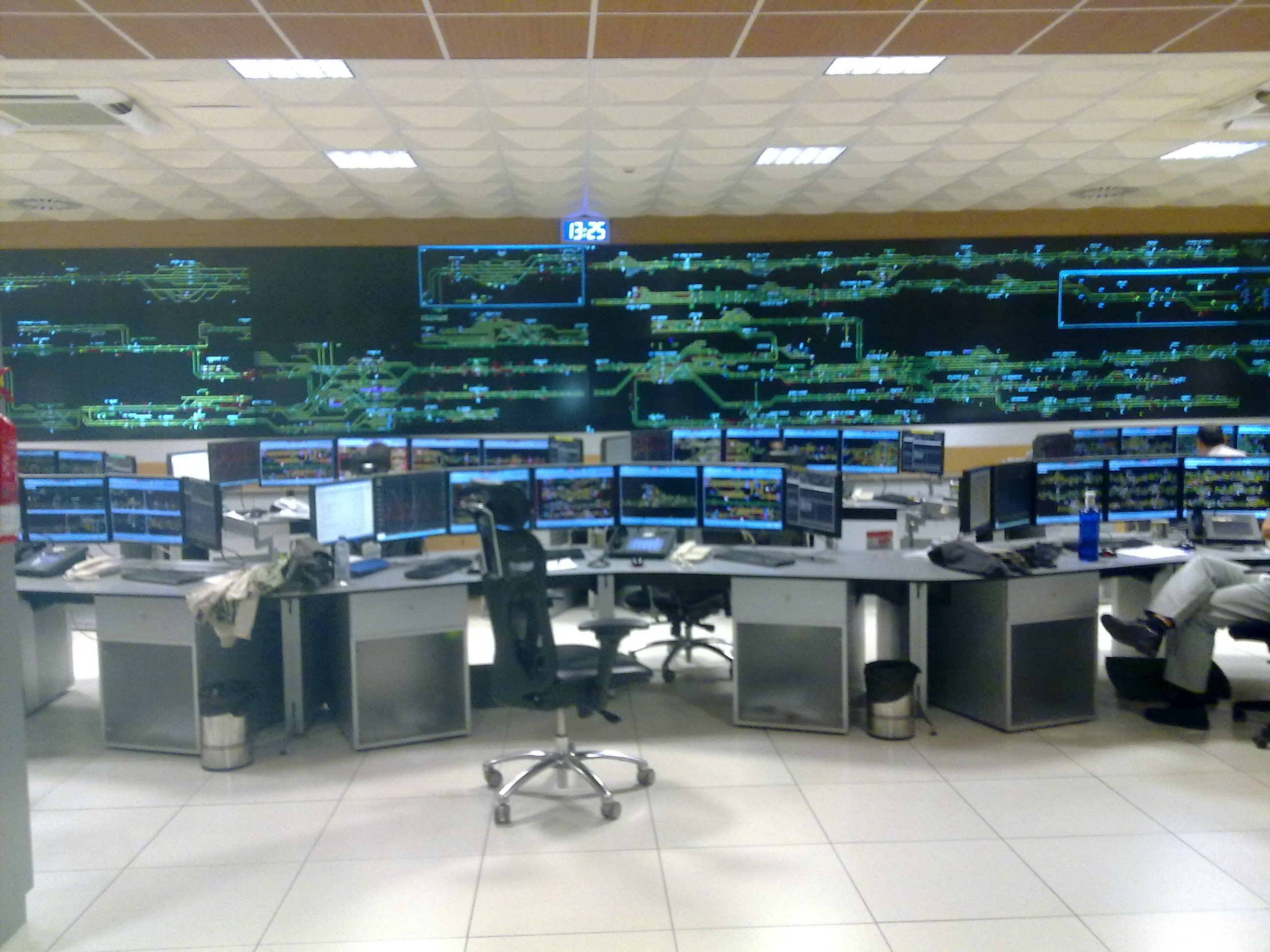
Poste de commandement du CTC de Madrid-Chamartín.

Le contrôle de trafic centralisé, aussi connu sous l'abréviation CTC, est un dispositif de contrôle et de régulation du trafic ferroviaire depuis un poste centralisé appelé « poste de commandement ». Ce système est également appelé contrôle centralisé du trafic (abrégé CCT) par Alstom. C'est un système centralisé de contrôle du trafic ferroviaire originaire d'Amérique du Nord.

## Fonctionnement général
Le CTC contrôle à distance les signaux et les aiguillages d'un tronçon grâce à des systèmes automatiques informatisés. Le trafic ferroviaire est représenté sur des écrans où apparaissent les voies disponibles et les trains en circulation. Les techniciens disposent de commandes pour établir un itinéraire à chacun des trains. Les réseaux ferroviaires peuvent être sous la protection d'un CTC ou directement gérés par les chefs de circulation se trouvant dans les gares de la ligne. Le CTC regroupe regroupe tous les systèmes permettant de prendre des décisions relatives à l'établissement des itinéraire des trains, auparavant prises par les opérateurs locaux de signalisation ou par les équipes de train elles-mêmes. Leur rôle opérationnel peut être comparé aux tours de contrôle pour le transport aérien.
Les objectifs d'un tel poste sont alors doubles :
- réduire les coûts d'exploitation, en exploitant les gares de manière temporaire ou permanente et en limitant les charges de personnel ;
- améliorer la régularité des circulations ferroviaires en surveillant les trains sur de longues distances, au moyen d'un contrôle à distance assuré par un poste opérationnel unique.

## Histoire

### Problématique de la gestion de trafic ferroviaire
Le CTC est une solution dédiée à faciliter la gestion du trafic ferroviaire et les problèmes opérationnels qui en découlent.
En voie unique, les trains circulant en sens inverse sur la même voie ne peuvent pas se croiser sans une infrastructure spéciale, comme par exemple des voies d'évitement, qui permettent à chacun des convois de ne pas effectuer de nez-à-nez. À l'origine, les deux seules façons d'organiser ces croisements étaient de les prévoir et de les organiser à l'avance ou bien de fournir un lien de communication entre l'autorité chargée de la circulation des trains (le chef de circulation) et les trains eux-mêmes. Ces deux mécanismes de contrôle ont été formalisés par les compagnies de chemin de fer dans un ensemble de procédures, qui ont ensuite été partiellement automatisées grâce à l'utilisation de signaux de block automatique.
Le point de départ de l'organisation du réseau ferroviaire est l'horaire des circulations, qui définit le programme de circulation des convois ferroviaires. À chaque train est alors assigné un sillon horaire, c'est-à-dire un créneau de circulation d'une gare de départ à une gare d'arrivée suivant un horaire précis. Les trains à l'heure savent donc quand prendre les bifurcations, voies d'évitement, ou encore de garage. Cependant, si l'avancée du train ne se déroule pas comme prévu, le train est dit désheuré et l'horaire ne représente alors plus la réalité. Ce phénomène était particulièrement fréquent sur les lignes à voie unique qui représentaient la majorité des kilomètres de voies ferrées en Amérique du Nord. Des croisements prédéfinis peuvent alors entraîner des retards importants si l'un des trains ne se présente pas à l'heure, ou pire, si un train supplémentaire non inscrit est mis en circulation. Il y a alors risque de collision frontale.
C'est pourquoi l'exploitation des horaires a été complétée par des ordres de train qui ont remplacé les instructions de l'horaire. Entre les années 1850 et le milieu du XXe siècle, les ordres de train étaient télégraphiés en code Morse par un régulateur à une gare locale, où les ordres étaient notés sur des formulaires normalisés et une copie était remise au personnel de bord lorsqu'il passait dans cette gare, lui ordonnant de prendre certaines mesures à différents endroits à l'avance. Il pouvait par exemple être amené à devoir prendre une voie d'évitement pour rencontrer un autre train, attendre à un endroit précis des instructions supplémentaires, ou encore, circuler plus tard que prévu. Le développement du contrôle direct du trafic par radio ou par téléphone entre les régulateurs et les équipages de train a rendu les ordres télégraphiques largement obsolètes dans les années 1970,.
Selon la densité de trafic, des voies supplémentaires permettent de séparer les flux de chaque sens, permettant de s'affranchir des croisements de trains. Néanmoins, les trains circulant à contre-courant de ce flux de trafic, notamment au niveau des bifurcations et des gares (on parle alors de cisaillement de voies) nécessitent toujours des ordres de marche, tandis que l'espacement des trains de même sens doit être contrôlé. Ce système a été encore automatisé par l'utilisation de la signalisation automatique de cantonnement et par les enclenchements qui ont permis de régler en toute sécurité les contraintes de circulation liées aux cisaillements et autres itinéraires conflictuels. Toutefois, toute voie qui permet la circulation bidirectionnelle des trains, même sous la protection d'une signalisation de type block automatique, nécessite une protection supplémentaire pour éviter que deux trains ne se rencontrent sur la même section de voie. Un tel scénario représente non seulement un danger pour la sécurité, mais il exigerait également que l'un des deux trains rebrousse pour libérer la voie.
Avant la mise en service des CTC, il existait un certain nombre de solutions à ce problème qui ne nécessitaient pas la construction de plusieurs voies à sens unique. De nombreuses compagnies ferroviaires de l'Ouest utilisaient un système automatique appelé « bloc permissif absolu » (abrégé APB, équivalent du block automatique lumineux français), dans lequel les trains entrant dans un tronçon de voie unique faisaient en sorte que tous les signaux de sens contraire entre ce tronçon et le point de passage passent en position « fermée », empêchant ainsi les trains de sens contraire d'entrer. Chaque section de voie bidirectionnelle était associée à un système de contrôle du trafic pour établir la direction du trafic sur cette voie. Souvent, les deux postes d'aiguillage devaient régler leurs leviers de la même manière avant qu'un sens de circulation puisse être établi. Les signaux de cantonnement dans le sens de la marche s'affichaient en fonction de l'état de la voie et les signaux à contre-courant étaient toujours réglés sur leur aspect le plus restrictif. En outre, aucun train ne pouvait être acheminé sur une section de voie à l'encontre de son flux de trafic et les leviers de commande ne pouvaient pas être modifiés tant que la section de voie n'était pas entièrement libre. L'APB et le contrôle manuel de la circulation nécessitaient toujours des ordres de train dans certaines situations.

### Développement de la technologie

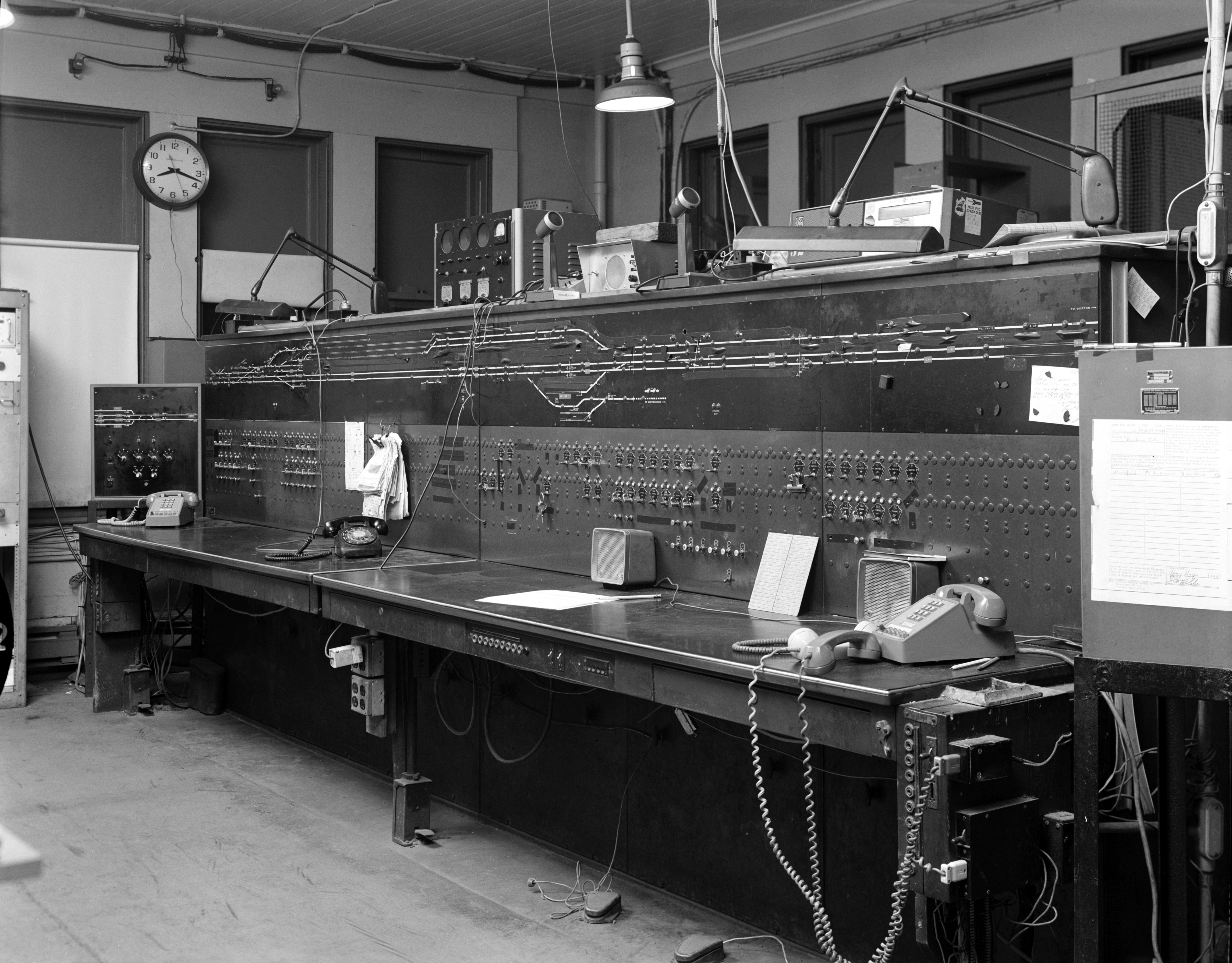
Panneau CTC dans la tour Promenade Street Tower à Providence (Rhode Island), installé en 1946 pour New York, New Haven and Hartford Railroad.

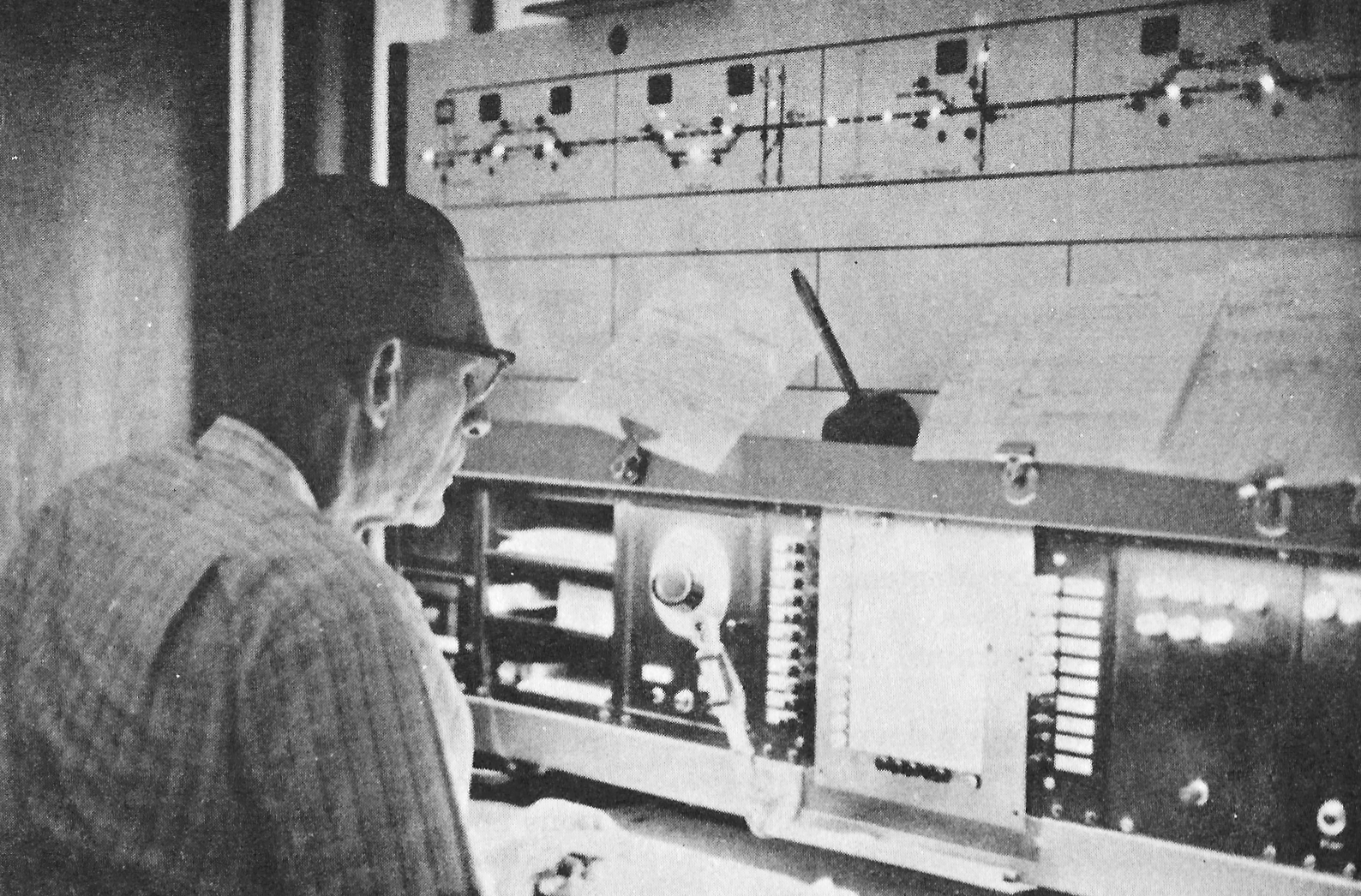
Régulateur contrôlant la circulation des trains sur le tableau « B » du CTC de Columbus (Ohio).

La solution au système coûteux et imprécis d'ordres de trains a été mise en place par la société General Railway Signal : c'est la commande de trains développée sous la marque déposée « Centralized Traffic Control ». Sa première installation en 1927 a eu lieu sur une section d'environ 65 km entre Stanley et Berwick (Ohio), avec le poste de contrôle CTC situé à Fostoria. Ce poste CTC avait été conçu pour permettre au régulateur de contrôler directement les mouvements des trains, en contournant les opérateurs locaux et en éliminant les ordres écrits des trains. Il était possible de voir directement la position des trains et de contrôler efficacement les mouvements du train en affichant les signaux et en contrôlant les aiguillages. Ce poste a également été conçu pour améliorer la sécurité en signalant toute occupation de la voie à un opérateur humain et en empêchant automatiquement les trains de pénétrer sur une voie en contresens du flux de trafic établi.
Les postes CTC se différencient des systèmes à enclenchement standard par le fait que le matériel d'enclenchement, assurant la sécurité de l'exploitation, est située à distance, et que le poste de commande ne fait qu'afficher l'état de la voie et envoyer les commandes de contrôle aux systèmes distants. Une telle commande de signaux à distance exige que l'enclenchement règle assure la protection du sens des trains dans le sens de circulation et vérifie que la voie est libre avant tout changement du sens de circulation. Si une commande ne pouvait pas être exécutée en raison de la logique d'enclenchement, l'affichage ne change pas sur l'écran de supervision de la circulation. Ce système offre le même degré de flexibilité que le contrôle manuel du trafic, mais sans le coût et la complexité associés à la présence d'un opérateur à la fin de chaque portion de voie. C'était particulièrement vrai pour les lignes peu fréquentées afin d'en limiter les frais d'exploitation.
À l'origine, la communication était assurée par des câbles dédiés ou des paires torsadées, technologie qui a été supplantée plus tard par des systèmes à modulation d'impulsion codée utilisant une seule liaison de communication commune et une technologie de télécommunication à relais similaire à celle utilisée dans les commutateurs crossbar. En outre, au lieu d'afficher uniquement des informations sur les trains qui approchent et qui passent par les enclenchements, le poste de CTC affiche l'état de chaque canton entre les enclenchements, une amélioration certaine puisqu'auparavant, ces sections étaient considérées comme des zones « fantômes » (dont l'état était inconnu) pour le régulateur. Le système CTC permet à une seule personne en un seul endroit de gérer le flux du trafic sur de nombreuses sections de voie, ainsi que de contrôler les aiguillages et les signaux aux enclenchements.
Les machines CTC ont commencé comme de petites consoles dans les tours existantes, ne fonctionnant qu'avec quelques enclenchements à distance à proximité, puis se sont développées pour contrôler de plus en plus de territoire, permettant de fermer des tours moins fréquentées. Au fil du temps, les machines ont été déplacées directement dans les bureaux des répartiteurs, éliminant ainsi la nécessité pour ces derniers de communiquer d'abord avec les opérateurs des blocs en tant qu'intermédiaires. À la fin du XXe siècle, les systèmes de contrôle et d'affichage électromécaniques ont été remplacés par des écrans d'affichage commandés par ordinateur. Si des mécanismes de contrôle de la signalisation similaires ont été développés dans d'autres pays, ce qui distingue la CCC est le paradigme de la circulation indépendante des trains entre des points fixes sous le contrôle et la supervision d'une autorité centrale.

### Technologie actuelle

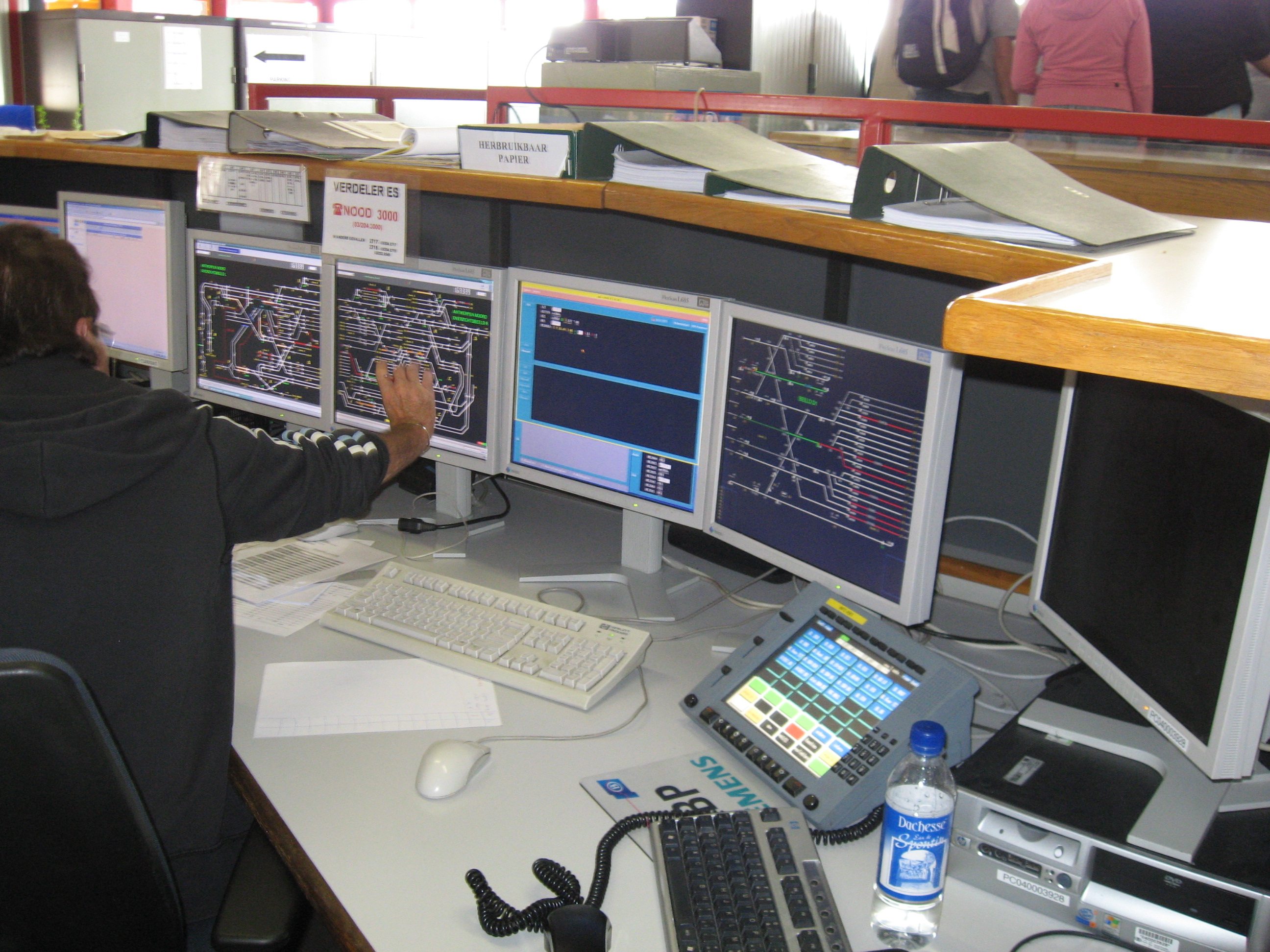
Contrôle des enclenchements sur ordinateur par visualisation des plans de voie mis à jour en temps réel.

Bien que certaines compagnies ferroviaires utilisent encore des affichages électroniques éclairés et des commandes manuelles plus anciennes et simplistes, les nouveaux CTC s'appuient sur des systèmes informatisés similaires aux systèmes de contrôle de surveillance et d'acquisition de données (SCADA) pour visualiser la position des trains et l'aspect, ou l'affichage, des signaux absolus. En général, ces systèmes de contrôle empêchent le répartiteur de donner à deux trains des autorisations contradictoires sans avant de faire échouer la commande de l'enclenchement situé à distance. Les systèmes informatiques modernes affichent généralement une maquette très simplifiée de la voie, indiquant l'emplacement des signaux absolus et des voies d'évitement. L'occupation de la voie est indiquée par des lignes en gras ou en couleur qui se superposent à l'affichage de la voie, ainsi que par des étiquettes permettant d'identifier le train (généralement le numéro de la locomotive de tête). Les signaux que le régulateur peut contrôler sont représentés soit comme étant à l'arrêt (généralement en rouge), soit comme étant en service (généralement en vert).
Aujourd'hui, la plupart des grands groupes industriels ferroviaires et de télécommunications fournissent ces postes de contrôle : Alcatel-Lucent, Alstom, Ansaldo STS, Bombardier, Construcciones y Auxiliar de Ferrocarriles, GE Transportation, Siemens, Thales, etc.

## Équipements à travers le monde

### Italie

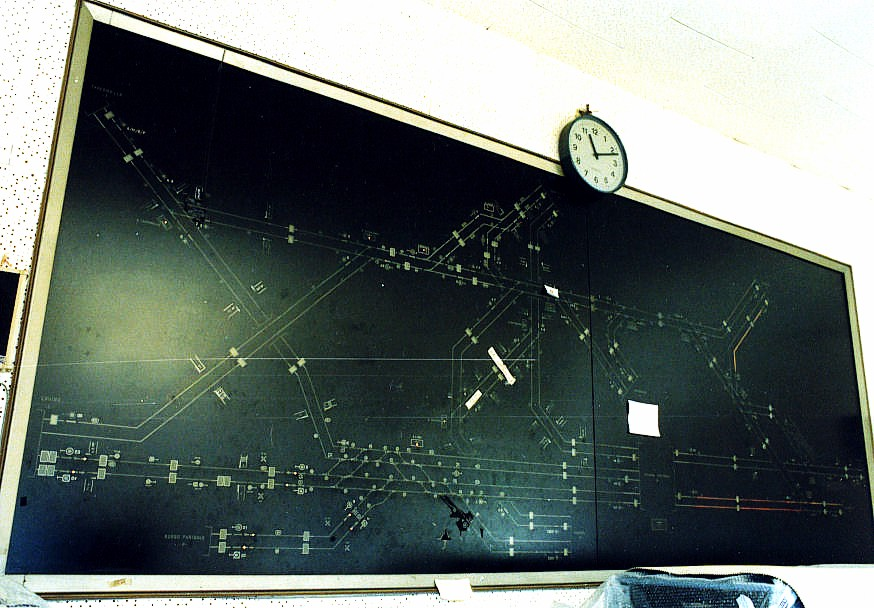
Le panneau lumineux du CTC historique de Bologne.

Le premier système CTC italien a été activé en 1957 pour contrôler le trafic de la ligne de ceinture de Bologne. Il était constitué d'un grand panneau lumineux à fond noir sur lequel étaient représentés les trains en circulation, les voies, les positions des aiguillages ainsi que l'état des différents signaux. Le régulateur assurait la gestion des circulations à l'aide d'un banc de boutons et de leviers actionnant des relais qui à leur tour agissent sur les différents éléments du réseau, le tout en sécurité.
Lors des travaux de modernisation de la ligne de Bologne et de la construction de la nouvelle ligne à grande vitesse ces dernières années, le grand panneau a été remplacé par un panneau « tissé » plus moderne qui permet une adaptation plus rapide aux changements des différents systèmes. Le 14 janvier 2007, un nouveau CTC dit « évolué », construit par Alstom est entré en service. Selon Trenitalia, ce nouveau système présente des fonctions sophistiquées de supervision et de contrôle du trafic auxquelles s'ajoutent aux fonctions classiques de commande et de contrôle, contrôlées par des automatismes capables d'optimiser la régularité du trafic. Le CTC du nœud de Bologne est représentatif en grande partie l'état de l'art des systèmes SCC (Système de commande et de contrôle)/CTC au sein du réseau ferroviaire italien,.

### Espagne
Le premier tronçon contrôlé par un CTC a été la section de voie unique séparant les gares de Brañuelas et Ponferrada. Il a été mis en service en avril 1954. Le centre de contrôle se situait à Ponferrada et utilisait une technologie GRS d'origine américaine.
Les CTC plus modernes assurent de manière automatique l'ouverture d'itinéraires aux trains, de telle façon que les techniciens se consacrent exclusivement à la régulation du trafic. Exception faite des grands nœuds ferroviaire où l'ouverture des signaux exige l'intervention continue du chef du CTC.

### Norvège
La ligne d'Hell à Sunnan, en voie unique non électrifiée, est équipée d'un système de contrôle de trafic centralisé, de la technologie GSM-R et partiellement d'un système de conduite automatique.

### Afrique du Sud
En 2013, Bombardier a vendu à l'Afrique du Sud un système de contrôle de trafic centralisé de type « EBI screen 900 », en plus du remplacement des systèmes d'enclenchement, afin de moderniser les systèmes de contrôle des voies.

### Australie
La première installation de CTC en Australie a été mise en service en septembre 1957 sur la ligne de Glen Waverley dans la banlieue de Melbourne, longue de 9,7 km. La Victorian Railways l'a installé comme prototype. Le CTC a depuis été largement déployé sur les principales lignes ferroviaires interétatiques du pays.

### Nouvelle-Zélande
Le CTC a été installé pour la première fois en Nouvelle-Zélande entre Taumarunui et Okahukura sur la ligne ferroviaire principale de l'île du Nord en 1938,, suivi de la ligne Te Kuiti-Puketutu en 1939 et de la ligne Tawa Flat-Paekakariki en 1940. Le CTC a ensuite été étendue de Paekakariki à Paraparaumu en 1943, puis à la section Puketutu-Kopaki en 1945. Le CTC a aussi été installé entre Frankton Junction et Taumarunui de 1954 à 1957 ainsi que sur la ligne Te Kauwhata-Amokura en 1954,.
Par la suite, ce dispositif de commande centralisée été également installé entre Upper Hutt et Featherston en 1955 ainsi qu'entre St Leonards et Oamaru par étapes, de 1955 à 1959. Le CTC a été achevé entre Hamilton et Paekakariki sur la ligne principale de l'île du Nord le 12 décembre 1966. Le CTC a ensuite été installé de Rolleston à Pukeuri Junction sur la ligne principale du sud, par étapes, de 1969 à février 1980. L'ancienne installation de CTC de St Leonards à Oamaru a été remplacée par étapes en 1991 et 1992. Les installations les plus récentes de CTC ont été achevées en août 2013 sur la ligne Marton–New Plymouth de Marton à Aramoho et de Dunedin à Mosgiel.

### États-Unis
Les voies contrôlées par CTC sont beaucoup plus coûteuses à construire que les voies sans signalisation, en raison de l'électronique et des dispositifs de sécurité requis. Le système CTC est généralement mise en œuvre dans les zones à forte circulation où les coûts d'exploitation réduits grâce à l'augmentation de la densité du trafic et aux économies de temps sont supérieurs aux coûts d'investissement. La plupart des voies de la BNSF Railway et de l'Union Pacific sont exploitées avec des CTC ; les portions qui sont généralement des lignes à faible trafic sont exploitées sous contrôle de mandat ou sous contrôle direct du trafic.
Récemment, les coûts d'installation de CTC ont baissé grâce les nouvelles technologies telles que les liaisons de données par micro-ondes, satellite et rail ont éliminé le besoin de lignes de poteaux métalliques ou de liaisons par fibres optiques. Ces systèmes commencent à être répandus et sont appelés Traffic Management Systems.